# 黒保根町下田沢
黒保根町下田沢（くろほねちょうしもたざわ）は、群馬県桐生市の町名。郵便番号は376-0144。

## 地理
桐生市黒保根町の西北部に位置する。旧黒保根村下田沢にあたり、黒保根町水沼・八木原・上田沢・宿廻とともに桐生市第二十二区に属する。
東北部は黒保根町上田沢に、東部は黒保根町水沼に、南部は黒保根町八木原に、西南部は黒保根町宿廻に、西部は前橋市富士見町赤城山に、北部は沼田市利根町根利にそれぞれ接する。町域の西端に赤城山の最高峰である黒檜山がそびえる。中部を小黒川や鳥居川が南流し、地域の南端を流れる渡良瀬川に注いでいる。渡良瀬川に沿ってわたらせ渓谷線・国道122号が通じている。鉄道駅は設置されていないが、国道122号沿線に道の駅くろほね・やまびこがある。国道122号下田沢交差点より、群馬県道62号沼田大間々線と群馬県道70号大間々上白井線が分岐し、それぞれ沼田市・赤城山方面に通じている。西北部に花見が原森林公園や利平茶屋森林公園などがある。

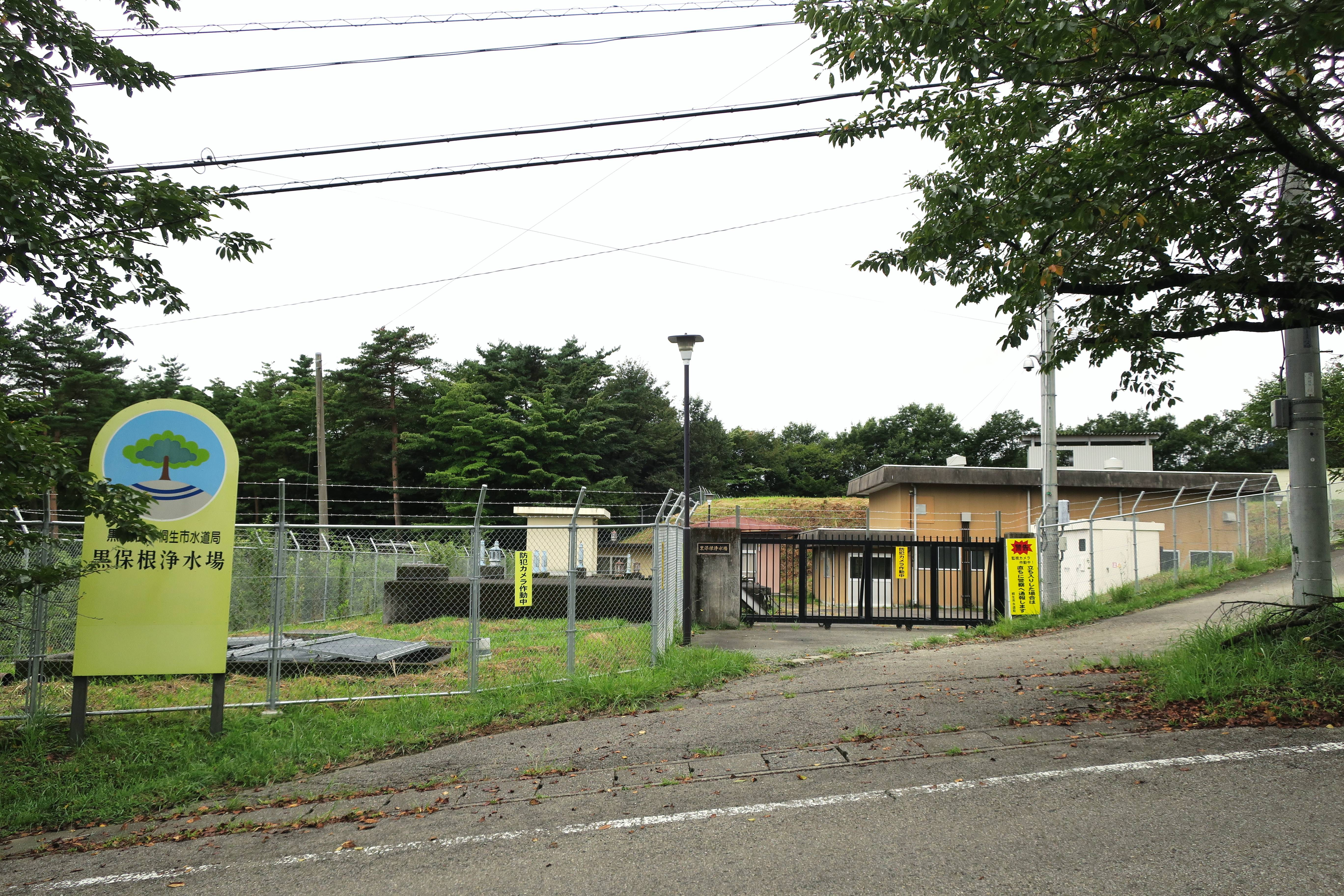
黒保根浄水場
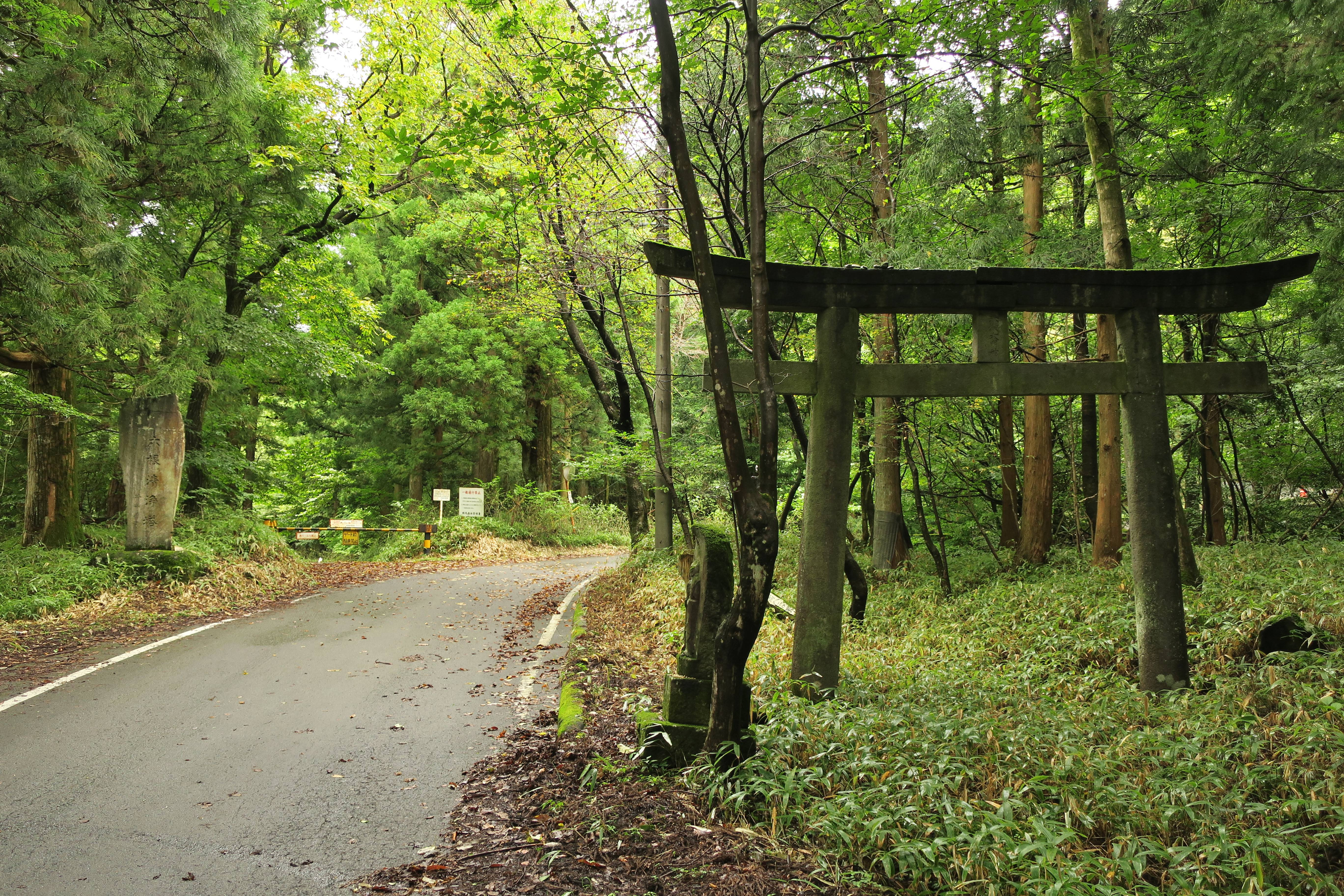
赤城神社二の鳥居
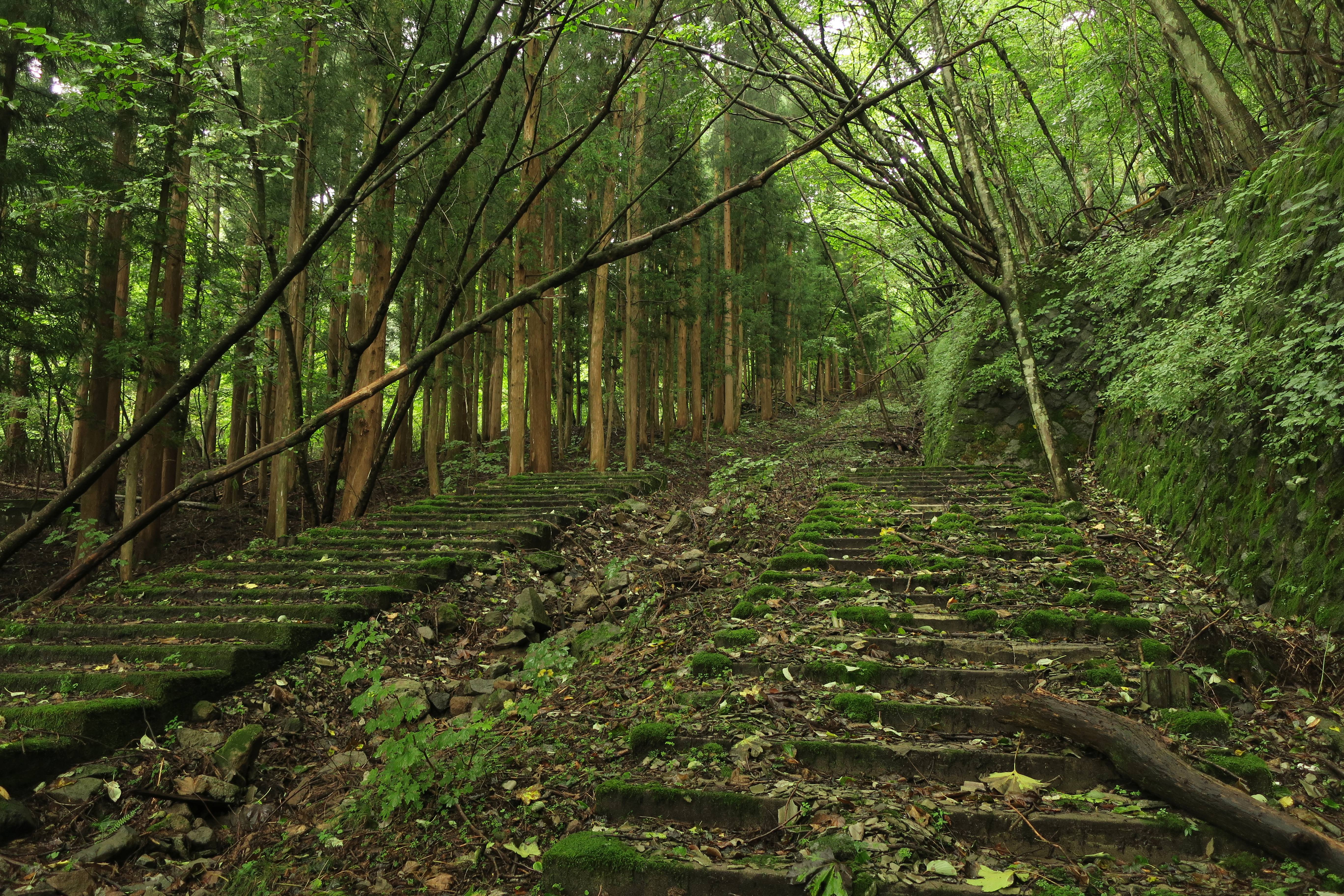
赤城登山鉄道利平茶屋駅跡（利平茶屋森林公園内）
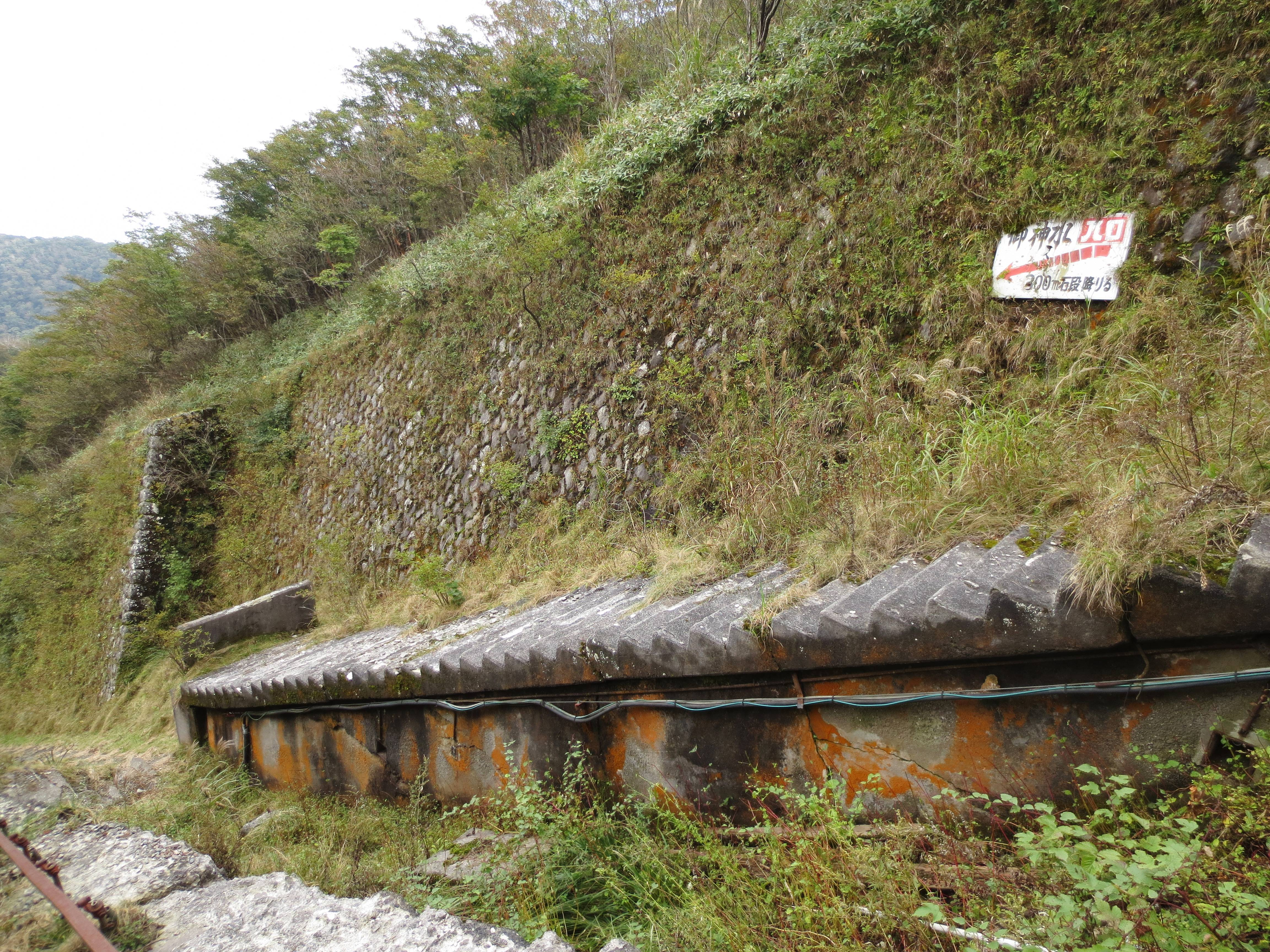
赤城登山鉄道赤城山頂駅跡

## 世帯数と人口
2022年（令和4年）2月28日現在の世帯数と人口は以下の通りである。
| 町丁           | 世帯数  | 人口  |
| -------------- | ------- | ----- |
| 黒保根町下田沢 | 387世帯 | 706人 |

## 小・中学校の学区
市立小・中学校に通う場合、学区は以下の通りとなる。
| 番地 | 義務教育学校       |
| ---- | ------------------ |
| 全域 | 桐生市立黒保根学園 |

## 交通

### 鉄道
町内に鉄道駅はない。

### 道路
- 国道122号
- 群馬県道62号
- 群馬県道70号
- 群馬県道257号根利八木原大間々線

## 施設
- 道の駅くろほね・やまびこ
- 黒保根浄水場
- 赤城登山鉄道利平茶屋駅跡
- 花見が原森林公園
- 利平茶屋森林公園

## 避難所
- 津久瀬集会所 （洪水災害、内水氾濫時の緊急避難場所）[5]
- 前田原集会所（洪水災害、土砂災害、内水氾濫時の緊急避難場所）
- 出合原集会所（洪水災害、土砂災害、内水氾濫時の緊急避難場所）
- 下田沢(柏山)集会所（洪水災害、土砂災害、内水氾濫時の緊急避難場所）
- 清水集会所（洪水災害、土砂災害、内水氾濫時の緊急避難場所）
- 鹿角集会所（洪水災害、土砂災害、内水氾濫時の緊急避難場所）
- 楡沢集会所（洪水災害、内水氾濫時の緊急避難場所）
- 柏山上集会所（洪水災害、[土砂災害、内水氾濫時の緊急避難場所）